# Antennophorus grandis
Antennophorus grandis (Antennophorus wasmanni)  (лат.) — вид мирмекофильных клещей из отряда Mesostigmata (Antennophorina). Европа (в том числе под Киевом).

## Описание
Обитают в муравейниках в качестве эктопаразитов жёлтого земляного муравья (Lasius flavus ). Взрослые клещи располагаются на нижней стороне головы рабочего муравья и передними ногами выпрашивают у своего хозяина корм.